# COVID-19 у Житомирській області
Коронаві́русна хворо́ба 2019 у Житомирській о́бласті — розповсюдження пандемії коронавірусу територією Житомирської області.
Перший випадок появи коронавірусної хвороби було виявлено на території Житомирщини 12 березня 2020 року. Це сталося в районному центрі Радомишль., де у жінки пенсійного віку було виявлено коронавірусну хворобу, тоді ж у місті було запроваджено надзвичайний стан.
Станом на ранок 19 липня 2021 року у Житомирській області 86572 випадки захворювання на COVID-19. 86572 осіб одужали, 1800 — померло (2,08 %).

## Хронологія

### 2020
12 березня було повідомлено про другий в Україні та перший в Житомирській області випадок зараження коронавірусом. На Житомирщині запровадили карантин, запланований до 3 квітня. Були заборонені: масові заходи, концерти, спортивні змагання. На три тижні було зачинено усі навчальні заклади.
13 березня зафіксовано першу смерть людини, інфікованої коронавірусом, в Україні — померла 71-річна мешканка міста Радомишль, що була шпиталізована напередодні.
19 березня виявлено першого хворого на коронавірус у Житомирі.
26 березня зареєстровано перші випадки зараження Covid-19 на Малинщині та в Бердичівському районі.
Станом на 27 березня кількість виявлених випадків захворювання на коронавірусну хворобу зросла до 5: 2 у Радомишльському районі (1 — летальний), 1 — Малинському, 1- Бердичівському, 1 — Житомирі
3 квітня було повідомлено про 2 перші інфікування на коронавірус у Коростенському районі, а також про ще 1 випадок зараження у Житомирі.
4 квітня зафіксовано другий летальний випадок на Житомирщині: помер мешканець Бердичева 1972 року народження. Того ж дня в області було зареєстровано 2 нові випадки зараження: по одному в Бердичівському та Малинському районах.
Станом на 6 квітня в Житомирській області зафіксовано 11 випадків зараження на коронавірусну хворобу. З них: 3 у Бердичівському районі
(1 — летальний), 2 — Коростенському, 2 — Малинському, 2 — Радомишльському (1 — летальний), 2 — Житомирі.
8 квітня кількість хворих зросла до 27. Найбільше випадків зараження Covid-19 на Житомирщині зафіксовано в Малинському районі — 8. Зокрема, у Бердичівському районі — 7 випадків (1 — летальний), Житомирському — 1, Коростенському — 4, Радомишльському — 2 (1 — летальний), Черняхівському — 1, Житомирі — 4. У Малині 8 заражень сталося через святкування повернення із Польщі заробітчан.
13 квітня до лікарні потрапила 7-місячна дитина з вірусом. Вся її родина з Коростишівського району (5 людей) виявилась хворою, в області зареєстровано 95 випадків.
14 квітня стався четвертий летальний випадок у Житомирській області — померла 76-річна жителька м. Бердичів. Станом на ранок лабораторно підтверджено 112 випадків захворювання на коронавірусну хворобу, з них — 18 нових.
15 квітня повідомлено про перше одужання пацієнта з Covid-19. За попередню добу на Житомирщині підтверджено 22 нові випадки. З них 15 — у Коростені, 4 — у Житомирі, 1 — у Бердичівському районі, 1 — Коростенському, 1 — Хорошівському. Загальна кількість хворих в області сягнула 134. Найбільше випадків зараження виявлено у місті Коростень — 45.
20 квітня зафіксовано шостий летальний випадок у регіоні — загинув 83-річний мешканець Черняхівщини. Це вже другий смертельний випадок в цьому районі. Загалом зафіксовано 270 випадків зараження на коронавірусну інфекцію.
На 21 квітня в області зафіксовано 287 хворих, 15 випадків за добу. Одна з хворих — військовослужбовець ЗСУ, яку шпиталізовано в стані середньої тяжкості, також захворіли 4 курсанти Житомирського військового інституту ім. Корольова.
На ранок 23 квітня на Житомирщині 304 офіційно підтверджених випадки захворювання на Covid-19. За минулу добу було зареєстровано 17 нових, з них у Бердичеві — 10, Житомирі — 3, Радомишльському районі — 1, Андрушівському — 1, Бердичівському — 1, Народицькому — 1. Також повідомлено про одужання мешканки Коростеня, у якої повторне тестування не виявило коронавірусної інфекції в організмі.
6 травня житомирська лабораторія оголосила, що три дні не буде приймати аналізи, крім важких випадків і аналізів дітей. Це рішення було викликане сильною завантаженністю лабораторії.
5 червня повідомлено про спалах коронавірусу в Любарському районі.
19 червня в області було посилилено карантин, було заборонено роботу дитячих закладів оздоровлення та відпочинку, проведення масових заходів за участі більше 10 осіб, закрито заклади громадського харчування (крім літніх майданчиків).
31 серпня два медики із Житомирської області захворіли повторно.
2 листопада Житомир у червоній зоні: дитячі садочки, учні 1-4 класів працюють в звичайному режимі, а школярі 5-11 класів навчаються дистанційно.
12 листопада, після вводу «карантину вихідного дня», міська влада Житомира не прийняла цього рішення. Мер міста Сергій Сухомлин заявив, що нові обмеження «не вплинуть на ситуацію».
27 листопада за результатами ІФА-тестування, 40 % людей уже перехворіли. Протестували усіх працівників шкіл — від директорів до прибиральниць. Антитіла мають 41 % із них.

### 2021
З початку квітня область було включено до «червоної» зони через високу швидкість розповсюдження вірусу.
5 травня область було виключено з «червоної» зони.